# Willem Ter Braak
 (mars 2017).
Jan Willem (ou Guillaume) Ter Braak (à l'origine Engelbertus Fukken) (28 août 1914 – c. 29 mars 1941) était un agent secret hollandais travaillant pour l'Allemagne qui a opéré pendant cinq mois au Royaume-Uni. Bien que sa période active ait été courte, Ter Braak est soupçonné d'avoir été l'agent allemand qui a été le plus longtemps en Grande-Bretagne pendant la Seconde Guerre mondiale. Quand il s'est trouvé à court d'argent, Ter Braak s'est suicidé dans un abri anti-aérien public.

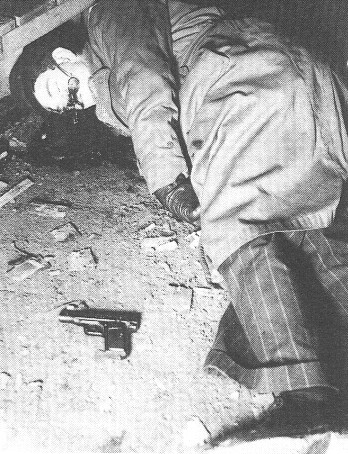
Le corps de Willem Ter Braak, comme il a été découvert le 1er avril 1941 à Cambridge dans l'abri anti-aérien. Devant le corps se trouve le pistolet avec lequel Ter Braak s'est suicidé. Image Copyright de la Couronne du Royaume-Uni, issue des Archives Nationales.

## L'arrivée
Ter Braak arriva en parachute dans la nuit du 2 novembre 1940, près de Haversham dans le Buckinghamshire. Son parachute a été trouvé le lendemain, mais Ter Braak n'a pas été découvert. Il partit en direction de Cambridge où il arriva le 4 novembre. Il fut logé chez un couple nommé Sennitt au 58 route Saint-Barnabé, qui accepta son histoire : il prétendait arriver des Pays-Bas, échappé lors de l'évacuation de Dunkerque, et travailler avec les forces néerlandaises libres à Londres sur un journal néerlandais.

## Activités
Malgré ses faux papiers d'identité, Ter Braak fut en mesure de louer un bureau sur Green Street où il installa sa valise muni d'un émetteur. En tant qu'étranger en provenance d'un pays occupé, la résidence de Ter Braak aurait dû être enregistrée auprès de la police, mais il ne l'a pas fait. Son propriétaire prévint la police qu'un ressortissant néerlandais vivait avec lui, mais celle-ci ne vint pas lui parler, affirmant être sûre qu'il allait rapidement se mettre en règle. Il passa la plupart de ses journées hors de la maison, mais pas une nuit à l'extérieur, et vivait grâce à une somme importante d'argent liquide qu'il avait apportée avec lui et qui incluait des dollars américains.

## Suspicion
En janvier 1941, Ter Braak fut contacté par le Food Office à propos sa carte de rationnement, les enregistrements montrant qu'elle avait été émise au nom de Burton, un homme vivant à Homefields, Addlestone, Surrey. La carte avait été fournie par l'Abwehr en utilisant les chiffres donnés par l'agent double « Snow » (Arthur Owens (en)). Ter Braak supposa qu'il était repéré, et dit à son propriétaire qu'il devait partir pour Londres. En réalité, il déménagea et obtint un nouveau logement au 11 Montague Road, toujours à Cambridge.

## Suicide
En mars, Ter Braak manquait d'argent, et dut faire changer des billets de 1 dollar par un colocataire qui travaillait dans une banque. À la fin du mois il n'avait plus l'argent pour payer sa propriétaire.
Le 29 mars, il déposa une grosse valise à la consigne de la gare de Cambridge, et disparut. Il se rendit probablement dans les alentours de Cambridge, où il devait attendre un avion qui aurait pu le faire sortir du pays ou lui procurer de l'argent, car il portait sur lui de nombreuses couches de vêtements pour le protéger du froid. Le lendemain, il alla à l'un des abris anti-aériens publics du Christ's Pieces Park où il se suicida à l'aide d'un pistolet fourni par l'Abwehr. Son corps ne fut découvert que le 1er avril ; les objets trouvés sur lui comprenaient une fausse carte d'identité également réalisée à partir de numéros émis par « Snow » qui comportait des erreurs évidentes, un passeport néerlandais sans timbre d'immigration, et 1/9d en espèces. La valise déposée à la gare contenait un émetteur radio.
Ter Braak fut enterré dans une tombe anonyme à sainte-Marie, Great Shelford, à trois miles au sud de Cambridge.
L'histoire de Ter Braak a été censurée à l'époque. Une enquête eut lieu in camera, ses résultats furent publiés, ainsi que d'autres renseignements sur lui, le 9 septembre 1945. En 1947, le Gouvernement néerlandais demanda au MI5 s'ils pouvaient avoir une déclaration officielle sur sa mort car sa fiancée, Miss Eeltje van Roon, souhaitait faire une demande de sa police d'assurance-vie.

## Autres ressources
- The guy Liddell Diaries: Vol. J: 1939-1942, ed. par Nigel West (Routledge, Londres, 2005)
- Ramsey, Winston G. (ed.) (1976). Jan Willem Ter Braak. After the Battle Magazine, 11: 32-34.
- Camp 020: MI5 et le Nazi Espions, introduction par Oliver Hoare (Public Record Office, Londres, 2000)